# 佐里夫卡 (赫爾松區)
46°40′44″N 32°22′42″E / 46.67889°N 32.37833°E
佐里夫卡（烏克蘭語：Зорівка）是烏克蘭南部赫尔松州赫尔松区比洛泽尔卡市镇內的村莊。該村面積0.47平方公里，海拔高度23米，2001年人口246，人口密度每平方公里521.2人。